# Antonio Ponsiglioni
Antonio Giuseppe Francesco Ponsiglioni (Cagliari, 11 febbraio 1842 – Genova, 14 marzo 1907) è stato un economista e politico italiano.

## Biografia
Nato a Cagliari, si laureò in giurisprudenza presso l'Università di Cagliari. Diventato professore ordinario, insegnò economia politica all'Università di Siena da luglio a ottobre 1875 quando si spostò all'Università di Genova e dal 1880 divenne anche professore incaricato di Scienze amministrative. 
Membro della Sinistra storica venne eletto nel collegio di Cagliari nella XIII e nella XVII legislatura.
Alla fine della XVII legislatura nel 1892 si ritirò dalla vita politica fino a quando nel 1901 venne nominato Senatore del Regno da re Vittorio Emanuele III.
Fu rettore dell'Università di Genova dal 1º novembre 1893 al 31 ottobre 1896 e dal 10 gennaio 1901 al 31 dicembre 1903.
Morì nel quartiere genovese di Quinto al Mare nel 1907 all'età di 65 anni. 
Fondò assieme al deputato cagliaritano Francesco Cocco-Ortu il settimanale democratico "La bussola".